# Cnemolia douceti
Cnemolia douceti là một loài bọ cánh cứng trong họ Cerambycidae.